# Heliophorus stotzneri
Heliophorus stotzneri är en fjärilsart som beskrevs av Draeseke 1925. Heliophorus stotzneri ingår i släktet Heliophorus och familjen juvelvingar. Inga underarter finns listade i Catalogue of Life.